# La Zoma
Pour les articles homonymes, voir Zoma.
La Zoma est une commune d’Espagne, dans la Comarque de Cuencas Mineras, province de Teruel, communauté autonome d'Aragon.